# Parti communiste d'Inde (maoïste)
Pour les articles homonymes, voir Parti communiste d'Inde (homonymie).
Le Parti communiste d'Inde (maoïste)  est un parti politique indien qui a été fondé le 21 septembre 2004, à partir de la fusion du Parti communiste d'Inde (marxiste-léniniste) Guerre populaire (ou PCI(ml)) et du Centre communiste maoïste (ou MCC). Les maoïstes de l'Inde (dont le parti est l'une des principales composantes) sont connus sous le nom populaire de « naxalistes », en raison du rôle joué par l'insurrection armée de la région du Naxalbari (District de Darjeeling au Bengale-Occidental) en 1967. Le Parti communiste d'Inde (maoïste) fait également partie du regroupement maoïste international Mouvement révolutionnaire internationaliste.
L'organisation est considérée comme terroriste par le gouvernement indien, ainsi que par les États-Unis.
Le Parti communiste d'Inde (maoïste) considère l'Inde comme un pays semi-colonial semi-féodal, ce qui impose de mener une « révolution démocratique ». La question agraire est au centre des préoccupations et la manière de la mener était à la source de divergences à la fin des années 1960, ayant mené à l'existence de deux courants maoïstes (le PCI(ml) et le MCC). Les « naxalistes » mènent ainsi la lutte armée dans tout le pays et ont une présence forte dans neuf États de l'Inde centrale ; leur ligne est celle de l'élimination des ennemis de classe dans les campagnes.
Il est actuellement dirigé par Muppala Lakshmana Rao.